# 王驤
王 驤（おう じょう）は中華民国の政治家・実業家。閻錫山率いる山西派の政治家。後に南京国民政府（汪兆銘政権）華北政務委員会で山西省省長をつとめた。字は初め俊才で、後に濬源に改めた。号は一愚。

## 事績
清末に秀才となる。省立山西大学堂を卒業し、貴州鉱業学堂（中校）や山西省の陽興中学で教員となる。辛亥革命後に故郷に戻り、中国同盟会に加入した。1913年（民国2年）、山西省立第一中学校長に任ぜられている。
1916年（民国5年）、晋鉱務公司総稽核兼営業部部長となる。1928年（民国17年）、河北省の井陘県鉱務局局長となった。このほか、陽泉第2鉱山鉱長もつとめている。1930年（民国19年）9月、退職し、山西省新絳県で雍裕紗廠を創設した。1932年（民国21年）、山西省銀行事務総理となる。
1935年（民国24年）2月8日、王驤は山西省政府委員兼建設庁庁長に任命された。翌1936年（民国25年）2月、農村救済局の成立とともに同局長に転じ、3月7日に建設庁庁長の兼職を解かれる。1937年（民国26年）2月27日、省政府委員を辞職した。
日中戦争（抗日戦争）が勃発すると、王驤は下野して陝西省に移り、さらに香港へ逃亡した。1942年（民国31年）、山西省に戻り、1943年（民国32年）4月、南京国民政府（汪兆銘政権）華北政務委員会において山西省教育庁庁長に任命された。また、山西省医学専科学校校長もつとめている。翌年6月、山西省省長兼保安司令に昇進した。
日本敗北後、王驤はいったんは閻錫山に再登用され、山西省高級参事に任ぜられた。しかし省内における王驤への制裁世論は強く、1946年（民国35年）1月に漢奸として逮捕され、後に無期徒刑（懲役）の判決を言い渡された。1949年（民国38年）4月、中国人民解放軍が太原市を攻略すると、中国共産党により王驤は再逮捕された。1953年8月、山西省高級人民法院は王驤に死刑判決を言い渡し、同月16日に刑は執行された。享年67。

## 注
1. ↑  徐主編（2007）、58頁と劉国銘主編（2005）、114頁による。『寿陽県志』（1993）、653頁は1885年としている。
2. 1 2 3 4  徐主編（2007）、58頁。
3. 1 2 3 4  劉国銘主編（2005）、114頁。
4. 1 2 3 4  『寿陽県志』（1989）、653頁。
5. 1 2  中華民国政府官職資料庫「姓名："王驤"」※同姓同名の別人（軍人）も検索結果に含まれるので注意
6. ↑  『寿陽県志』（1993）、653頁による。徐主編（2007）、58頁によると、下野後、桐旭医院院長になったとしている。
7. ↑  劉寿林ほか編（1995）、1132頁による。徐主編（2007）、58頁は同年2月としている。